# Ivan Zaytsev (siatkarz)
Ivan Zaytsev (ros. Иван Вячеславович Зайцев, Iwan Wiaczesławowicz Zajcew, ur. 2 października 1988 w Spoleto) – włoski siatkarz pochodzenia rosyjskiego. Gra na pozycji przyjmującego, a także atakującego. Brązowy medalista olimpijski 2012 z Londynu. 

## Lata młodości
Jest synem złotego medalisty olimpijskiego Wiaczesława Zajcewa i pływaczki Iriny Pozdniakowej. W dzieciństwie chciał zostać hokeistą.

## Życie prywatne
18 maja 2013 wziął ślub z Ashling Sirocchi. Uroczystość weselna odbyła się w Villa Borghese. 31 października 2014, w jednym z moskiewskich szpitali na świat przyszedł jego syn, Aleksandr. 4 stycznia 2018 urodziła się jego córka - Sienna, natomiast 3 października 2019 na świat przyszła jego druga córka.

## Siatkówka plażowa
We wrześniu 2024 roku w parze z Danielem Lupo w Lignano Sabbiadoro został mistrzem Włoch. Ten sam sukces uzyskał, również w 2008 roku.

## Sukcesy klubowe
Superpuchar Włoch:
- 2012, 2017, 2018

Liga włoska:
- 2014, 2018, 2022[7]
- 2023[8]
- 2013, 2017

Puchar CEV:
- 2015

Liga rosyjska:
- 2016
- 2015

Liga Mistrzów:
- 2017
- 2018

Puchar Włoch:
- 2018

Klubowe Mistrzostwa Świata:
- 2021

Liga turecka:
- 2025[9]

## Sukcesy reprezentacyjne
Igrzyska Śródziemnomorskie:
- 2009

Memoriał Huberta Jerzego Wagnera:
- 2011

Mistrzostwa Europy:
- 2011, 2013
- 2015

Igrzyska Olimpijskie:
- 2016
- 2012

Liga Światowa:
- 2013, 2014

Puchar Świata:
- 2015

## Nagrody indywidualne
- 2012: MVP Superpucharu Włoch
- 2013: Najlepszy przyjmujący Final Six Ligi Światowej[10]
- 2013: Najlepszy zagrywający Mistrzostw Europy[11]
- 2015: Najlepszy atakujący Pucharu Świata
- 2015: Najlepszy atakujący Mistrzostw Europy
- 2017: Najlepszy przyjmujący i zagrywający turnieju finałowego Ligi Mistrzów